# Tuyên bố Cộng hòa (Brasil)

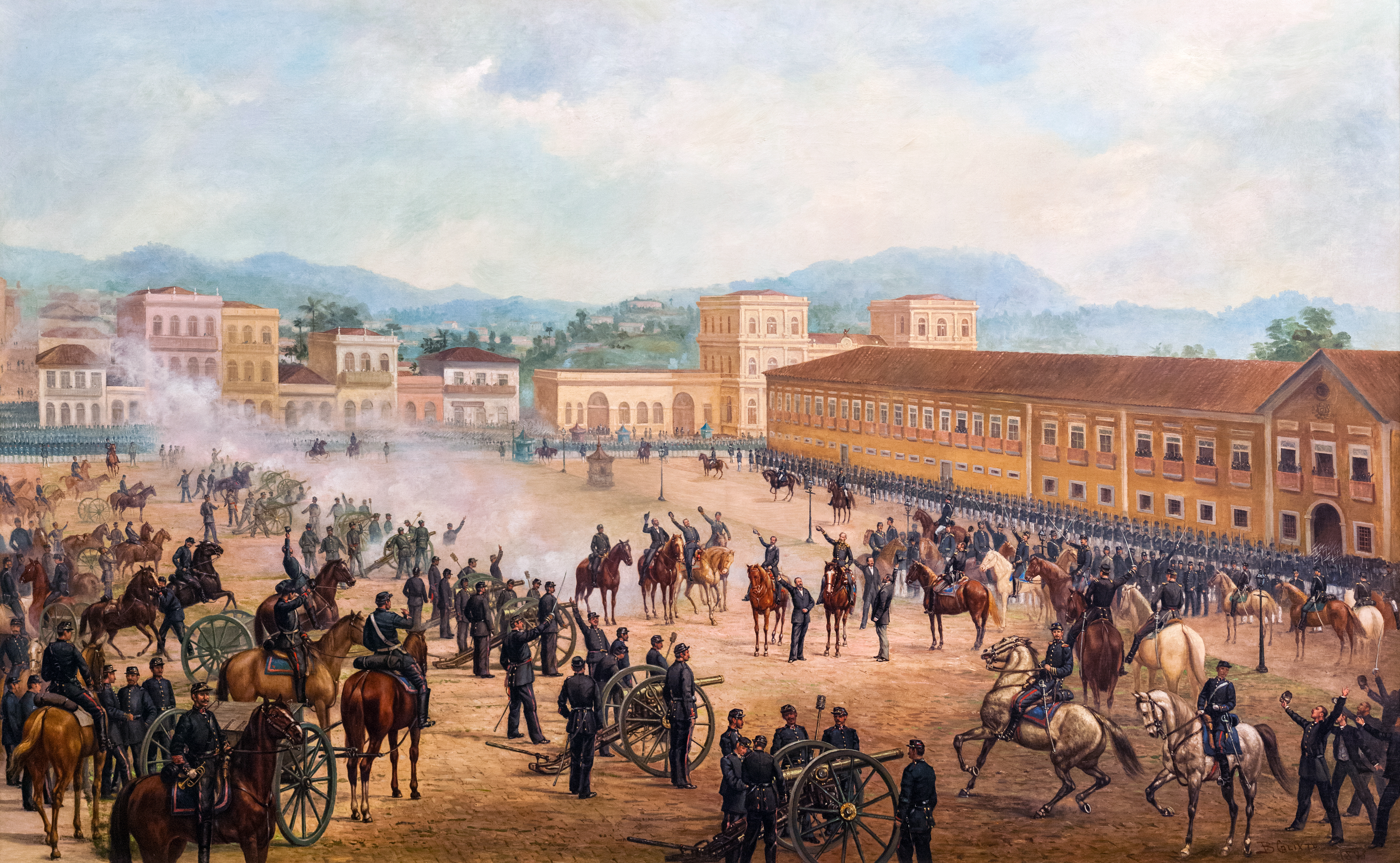
Tuyên bố Cộng hòa. Bởi Benedita Kalishtu năm 1893

Tuyên bố Cộng hòa Brasil (tiếng Bồ Đào Nha: Proclamação da República do Brasil) là một cuộc đảo chính quân sự thành lập nước Cộng hòa Brasil đầu tiên vào ngày 15 tháng 11 năm 1889. Nó lật đổ chế độ quân chủ lập hiến của Đế quốc Brasil và chấm dứt triều đại của Hoàng đế Pedro II.
Tuyên bố Cộng hòa diễn ra tại Rio de Janeiro, lúc đó là thủ đô của Đế quốc Brasil, khi một nhóm các sĩ quan quân đội của Quân đội Brasil, do Nguyên soái Deodoro da Fonseca, tổ chức một cuộc đảo chính mà không sử dụng bạo lực, lật đổ Hoàng đế Pedro II và Chủ tịch Hội đồng Bộ trưởng của Đế quốc, Tử tước của Ouro Preto.
Một chính phủ lâm thời được thành lập cùng ngày, ngày 15 tháng 11, với Nguyên soái Deodoro da Fonseca làm Tổng thống nước Cộng hòa và là người đứng đầu Chính phủ lâm thời.